# Die Mitte Oberwallis
Die Mitte Oberwallis ist eine politische Partei im deutschsprachigen Teil des Kantons Wallis und damit auch Teil der nationalen Mitte-Partei. Sie steht in der Mitte des politischen Spektrums und vertritt christdemokratische Positionen. Im Oberwalliser Volksmund wird die Partei auch als «die Schwarzen» bezeichnet.
Die Mitte Oberwallis ist heute die stärkste politische Kraft im deutschsprachigen Kantonsteil. Sie trat bei den letzten Grossrats- und Suppleantenwahlen 2025 in allen Oberwalliser Bezirken mit eigenen Listen an und konnte mit einem Oberwalliser Wähleranteil von rund 43 Prozent 13 von 32 Grossratsmandaten erringen. Mit Viola Amherd stellte sie die erste Verteidigungsministerin der Schweiz.

## Geschichte
Die heutige Mitte Oberwallis hat ihre Wurzeln in der Katholisch-Konservativen Volkspartei des Oberwallis (KKVP), welche am 23. April 1919 auf dem Theaterplatz in Brig gegründet worden ist. Dabei war es das Ziel der Initianten, dass eine neue konservative Partei im Oberwallis möglichst alle Volksschichten erfassen konnte. Nach Auffassung des Walliser Boten, der damals über die Gründung der Partei schrieb, sollte das Programm möglichst «volkstümlich, sozial und fortschrittlich» sein. Seit der Einführung des Proporzwahlrechts 1919 konnte die Mitte Oberwallis (inkl. Vorgängerparteien KKVP und CVPO) jeweils die Mehrheit der Volksstimmen im Oberwallis bei den Grossrats- und Nationalratswahlen auf sich vereinen. Ausnahme bilden die Nationalratswahlen 1987 als die damalige CVPO hinter der CSPO zweitstärkste Kraft im Oberwallis wurde. Zudem war die Partei praktisch durchgehend im Walliser Staatsrat vertreten, bis 1997 die CVPO bei der Wahl von Peter Bodenmann ihren Staatsratssitz an die SP Oberwallis verlor. 1949 trennte sich der Christlichsoziale Flügel von der Katholisch-Konservativen Volkspartei Oberwallis und gründete eine eigene «Christlichsoziale Volkspartei Oberwallis» (CSPO). In den 1960er-Jahren wurden innerhalb der Partei Forderungen nach Anpassung an die gewandelte Gesellschaft laut. Nachdem sich 1970 die schweizerische Mutterpartei bereits in «Christlichdemokratische Volkspartei» (CVP) umbenannt hatte, folgten 1971 die Konservativen im Oberwallis und änderten ihren Namen in «Christlichdemokratische Volkspartei Oberwallis» (CVPO) ab. 1998 wurde mit Brigitte Hauser-Süess die erste Frau an die Spitze der CVPO gewählt. 1999 wurde mit der Visper CVPO-Gemeindepräsidentin Ruth Kalbermatten darüber hinaus die erste Oberwalliserin im Nationalrat vereidigt. Im November 2020 stimmten die Mitglieder der CVP Schweiz in einer Urabstimmung für eine Namensänderung hin zu «Die Mitte» und genehmigten dabei auch die Fusion mit der BDP. Die CVPO, welche sich anfangs gegen die Namensänderung wehrte, beschloss im Mai 2022 anlässlich einer Mitgliederversammlung die Namensänderung in «Die Mitte Oberwallis» zu vollziehen.

## Parteistruktur
Das oberste Organ der Mitte Oberwallis ist die Mitgliederversammlung. Das Präsidium und der Ausschuss bilden die ausführenden und strategischen Organe der Partei. Die Mitte Oberwallis ist in folgende Bezirksparteien gegliedert:
- Die Mitte Bezirk Goms
- Die Mitte Bezirk Östlich Raron
- Die Mitte Bezirk Brig
- Die Mitte Bezirk Visp
- Die Mitte Bezirk Westlich Raron
- Die Mitte Bezirk Leuk

Darüber hinaus gehören folgende Gruppierungen zur Mitte Oberwallis:
- Die Mitte Frauen Oberwallis
- Die Junge Mitte Oberwallis

## Parteipräsidenten
| Amtszeit  | Name                  |
| --------- | --------------------- |
| 1919–1925 | Oskar Walpen          |
| 1925–1950 | Josef Escher          |
| 1951–1954 | Wilhelm Ebener        |
| 1955–1967 | Moritz Kämpfen        |
| 1968–1981 | Alfred Escher         |
| 1981–1988 | Peter Furger          |
| 1988–1994 | Paul Schmidhalter     |
| 1994–1998 | Stefan Truffer        |
| 1998–2000 | Brigitte Hauser-Süess |
| 2000–2006 | Richard Kalbermatten  |
| 2006–2009 | Roger Michlig         |
| 2009–2018 | Anton Andenmatten     |
| 2018–2025 | Franziska Biner       |
| seit 2025 | Urs Juon              |

## Fraktionspräsidenten
| Amtszeit  | Name                   |
| --------- | ---------------------- |
| 1961–1969 | Alfred Escher          |
| 1969–1973 | Paul Biderbost         |
| 1973–1985 | Paul Schmidhalter      |
| 1985–1989 | Niklaus Stoffel        |
| 1989–1997 | Peter Furger           |
| 1997–1998 | Brigitte Hauser-Süess  |
| 1998–2001 | Beat Zurschmitten      |
| 2001–2009 | Beat Abgottspon        |
| 2009–2010 | Felix Ruppen           |
| 2010–2015 | Beat Rieder            |
| 2015–2018 | Philipp Matthias Bregy |
| seit 2019 | Aron Pfammatter        |

## Abgeordnete im Grossen Rat
Die Anzahl Mitte Oberwallis-Grossräte im Verhältnis zur Sitzzahl des Oberwallis:
| Legislatur | Sitze     |
| ---------- | --------- |
| 1953–1957  | 24 von 40 |
| 1957–1961  | 21 von 40 |
| 1961–1965  | 22 von 40 |
| 1965–1969  | 21 von 41 |
| 1969–1973  | 21 von 41 |
| 1973–1977  | 21 von 41 |
| 1977–1981  | 22 von 41 |
| 1981–1985  | 23 von 41 |
| 1985–1989  | 20 von 41 |
| 1989–1993  | 19 von 41 |
| 1993–1997  | 19 von 40 |
| 1997–2001  | 17 von 40 |
| 2001–2005  | 19 von 40 |
| 2005–2009  | 17 von 39 |
| 2009–2013  | 16 von 39 |
| 2013–2017  | 16 von 38 |
| 2017–2021  | 13 von 34 |
| 2021–2025  | 13 von 33 |
| 2025–2029  | 13 von 32 |

## Vertreter auf kantonaler und eidgenössischer Ebene

### Staatsrat
Folgende Personen waren Staatsräte der Katholisch-Konservativen Volkspartei Oberwallis, der CVP Oberwallis beziehungsweise der Mitte Oberwallis:
| Amtszeit  | Name              |
| --------- | ----------------- |
| 1905–1925 | Josef Burgener    |
| 1910–1920 | Hermann Seiler    |
| 1925–1931 | Oskar Walpen      |
| 1927–1937 | Raymund Loretan   |
| 1931–1937 | Josef Escher      |
| 1937–1957 | Karl Anthamatten  |
| 1958–1973 | Ernst von Roten   |
| 1973–1985 | Franz Steiner     |
| 1985–1997 | Richard Gertschen |
| 2005–2017 | Jean-Michel Cina  |
| seit 2025 | Franziska Biner   |

### Nationalrat
Folgende Personen waren Nationalräte der Katholisch-Konservativen Volkspartei Oberwallis, der CVP Oberwallis beziehungsweise der Mitte Oberwallis:
| Amtszeit  | Name                   |
| --------- | ---------------------- |
| 1905–1920 | Alexander Seiler       |
| 1917–1943 | Viktor Petrig          |
| 1920–1925 | Hermann Seiler         |
| 1925–1931 | Josef Escher           |
| 1932–1936 | Rudolf Metry           |
| 1936–1950 | Josef Escher           |
| 1943–1948 | Oskar Schnyder         |
| 1948–1951 | Peter von Roten        |
| 1950–1951 | Meinrad Michlig        |
| 1951–1967 | Moritz Kämpfen         |
| 1967–1975 | Innozenz Lehner        |
| 1975–1983 | Paul Biderbost         |
| 1983–1995 | Paul Schmidhalter      |
| 1995–1999 | Otto G. Loretan        |
| 1999–1999 | Ruth Kalbermatten      |
| 1999–2005 | Jean-Michel Cina       |
| 2005–2018 | Viola Amherd           |
| seit 2019 | Philipp Matthias Bregy |

### Ständerat
Folgende Personen waren Ständeräte der Katholisch-Konservativen Volkspartei Oberwallis, der CVP Oberwallis beziehungsweise der Mitte Oberwallis:
| Amtszeit  | Name                |
| --------- | ------------------- |
| 1917–1920 | Julius Zen Ruffinen |
| 1920–1928 | Raymund Loretan     |
| 1943–1947 | Viktor Petrig       |
| 1947–1955 | Alfred Clausen      |
| 1967–1975 | Hermann Bodenmann   |
| 1983–1991 | Daniel Lauber       |
| 1999–2007 | Rolf Escher         |
| seit 2015 | Beat Rieder         |

### Bundesrat
Aus der Mitte Oberwallis gingen bisher zwei Bundesräte hervor. Einerseits schaffte Josef Escher als konservativer Parteipräsident 1950 die Wahl in den Bundesrat. Dabei stand er während seiner Zeit im Bundesrat dem damaligen Post- und Eisenbahndepartement vor. Andererseits wurde 2018 Viola Amherd als CVPO-Nationalrätin in den Bundesrat gewählt. Sie stand von 2019 bis 2025 dem Eidgenössischen Departement für Verteidigung, Bevölkerungsschutz und Sport (VBS) vor und war damit die erste Verteidigungsministerin der Schweiz.
| Amtszeit  | Bild | Name         |
| --------- | ---- | ------------ |
| 1950–1954 |      | Josef Escher |
| 2019–2025 |      | Viola Amherd |